# Sühnopfertheologie

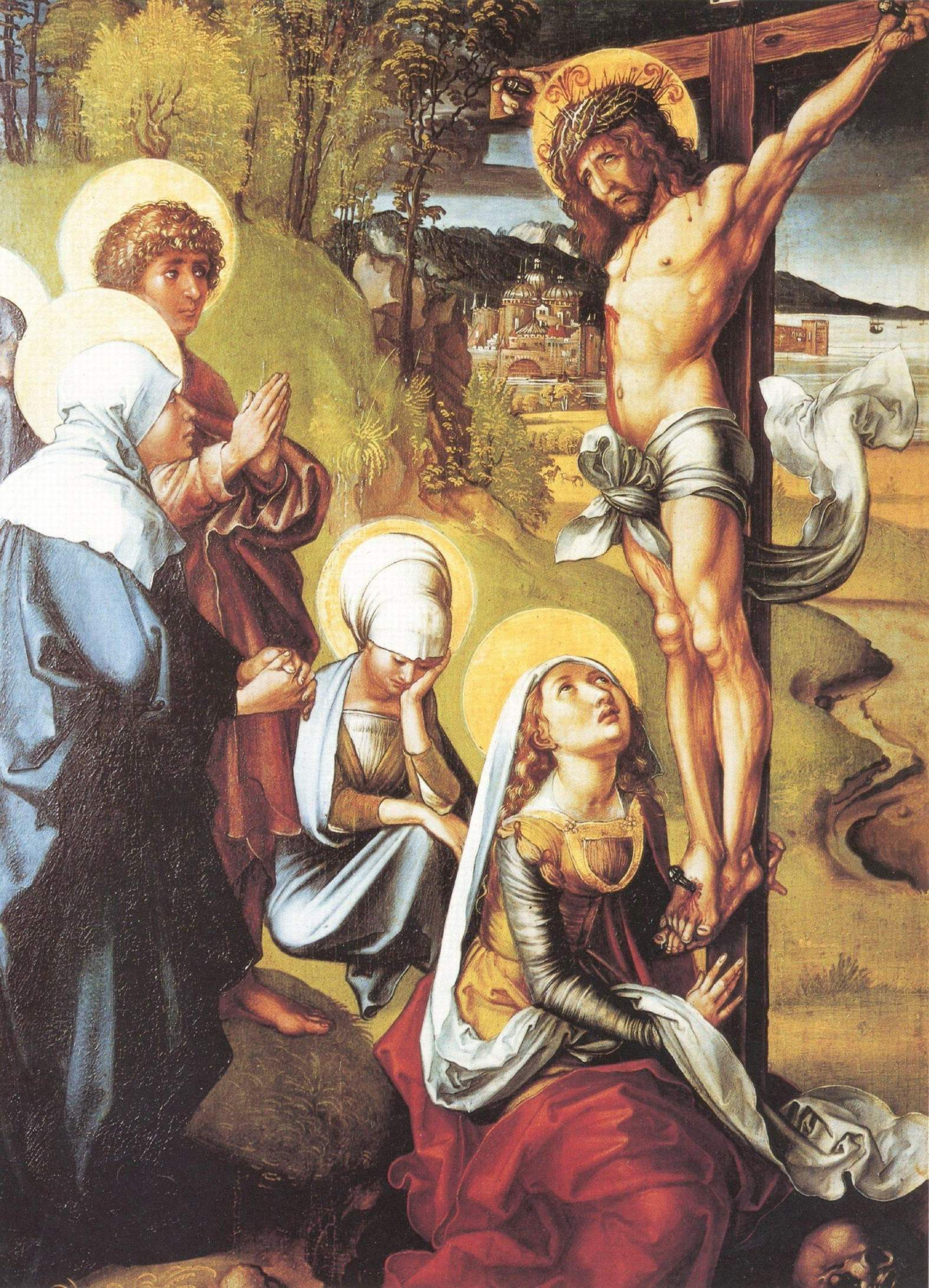
Albrecht Dürer, Christus am Kreuz

Die Sühnopfer- oder Sühnetheologie ist eine in der christlichen Theologie grundlegende Sinndeutung des Todes von unschuldigem Leben. Sie spielt auch eine Rolle in der christlichen Lehre von der Erlösung des Menschen (Soteriologie). Der Kreuzestod Christi kann dabei vor dem Hintergrund christlicher Auslegungen der alttestamentlichen Texte zu Sünden, Reue und Umkehr als Menschenopfertod zur Versöhnung des christlichen Gottes mit den Menschen und als Vergebung der Erbsünde gedeutet werden.

## Christentum
Das Wort „Sühnopfer“ hat sich in der theologischen Diskussion eingebürgert, kommt aber in der jüdischen Bibel nicht vor. Der Begriff „Sühne“ selbst entstammt dem germanischen Sprachraum. Er wird dort im juridischen – also nicht im kultischen – Zusammenhang verwendet.

### Christliche Bibel

#### Altes Testament
Mit „sühnen / Sühne schaffen“ wird in verschiedenen deutschen Bibelausgaben das hebräische Wort kippär übersetzt. Die Grundbedeutung des hebräischen Wortstammes ist jedoch „bedecken“. In der hebräischen Bibel kommt kippär vor allem im kultischen, aber überhaupt nicht im juridischen Zusammenhang vor. „Sühnerituale“ sollen im Kult die Begegnung zwischen Menschen, die sich verfehlt haben, und Gott ermöglichen.
Dabei beschreibt kippär nicht einen konkreten kultischen Vollzug, sondern fasst das Ziel unterschiedlichster Rituale zusammen: „Es bedecke über ihm der Priester vor seiner Versündigung, ihm wird verziehen“ – Lev 4,20 (Übersetzung: Martin Buber). Die mit kippär beschriebenen Rituale reichen dabei von Tieropfern (3 Mos 4,22–26 ) und vegetabilen Opfer (3 Mos 5,11–13 ), durch die eine gestörte Gottesbeziehung von Menschen wieder in Ordnung gebracht wird, bis zur Weihe des Altars (3 Mos 8,15 ) und die Reinigung eines „aussätzigen“ Hauses (3 Mos 14,48–53 ).
Dass vegetabile Opfer genauso „Sühne“ bewirken (3 Mos 5,11–13 ), zeigt, dass weder der (stellvertretende) Tod eines Tieres noch die Verwendung von Blut eine Voraussetzung für die Wiederherstellung der Gottesbeziehung ist.
Trotzdem hat das Blut von Opfertieren, das in manchen dieser Rituale auf Menschen oder Gegenstände appliziert wird, eine bedeutende Funktion. Zum Verständnis der Bedeutung des Blutes im alttestamentlichen Kult lässt sich Lev 17,11  heranziehen: „Denn das Leben des Fleisches ist im Blut, und ich [sc. JHWH] habe es euch für den Altar gegeben, um für euer Leben zu sühnen, denn das Blut ist es, das durch das Leben sühnt“. „Sühne durch Blutapplikationsriten lässt sich daher als Weihegeschehen beschreiben, welches durch das im Blut befindliche Leben ermöglicht wird.“ Eine kritische Replik zu dieser Position gab Thomas Pola.
Leben im Alten Testament ist jedoch nicht das individuelle, biologische Leben eines Menschen (griech.: biós) oder Tieres. Für das Alte Testament ist und bleibt alles Leben Teil von Gottes eigener schöpferischer Lebenskraft (griech.: zoé): „Siehe, alles Leben ist mein“ (Ez 18,4 ). So ist im Blut Gott selbst präsent. „Hier ist die Erklärung des Sühneritus gegeben: Durch das im Blut enthaltene Leben kann die durch die Sünde geminderte Lebenskraft erneuert werden“.
Die Verwendung des Begriffes „Sühne“ für den alttestamentlichen Kult ist nach diesem Befund problematisch. Denn der deutsche Begriff „Sühne“ beinhaltet immer die Vorstellung einer Wiedergutmachung von Seiten des schuldig Gewordenen, während die Vergebung der Schuld im alttestamentlichen Kult viel eher durch Kontakt mit der Heiligkeit Gottes – vermittelt durch das göttliche Leben, das sich im Blut findet – zustande kommt.

#### Neues Testament
In den Schriften des Neuen Testamentes wird der Tod Jesu Christi übereinstimmend als heilswirksames Handeln Gottes interpretiert. Neben anderen Modellen zur erklärenden Beschreibung dieser Heilswirkung findet sich im Neuen Testament auch die Interpretation des Todes Jesu als sühnendes Opfer, durch das analog zu den Opfern im Alten Testament die Sünde bzw. ihre Auswirkungen beseitigt werden. Besonders ausdrücklich findet sich diese Vorstellung des Sühnopfers zum einen in Röm 3,24 f. : 

„… durch die Erlösung, die durch Jesus Christus geschehen ist. Den hat Gott für den Glauben hingestellt als einen Sühneort durch den Glauben an sein Blut …“

und zum anderen in Hebr 9,12.26 : 

„Er [Jesus Christus] ist auch nicht durch das Blut von Böcken oder Kälbern, sondern durch sein eigenes Blut ein für alle Mal in das Heiligtum eingegangen und hat eine ewige Erlösung erworben. … Nun aber, am Ende der Zeiten, ist er ein für alle Mal erschienen, um durch sein eigenes Opfer die Sünde aufzuheben.“

Des Weiteren wird dies unter anderem von 1 Kor 15,3b  bezeugt: 

„Christus ist für unsere Sünden gestorben nach den Schriften …“

sowie von 2 Kor 5,19  und von 1 Joh 2,2 .

### Theologische Diskussion
Die theologische Diskussion um den Begriff des Sühnopfers befasst sich unter anderem mit der Frage, worin genau die sühnende Wirkung des Todes Jesu besteht, wieso also sein gewaltsamer Tod die Kraft habe, Sünden und Sündenwirkungen aufzuheben. Einflussreich ist in diesem Zusammenhang die sogenannte Satisfaktionslehre des mittelalterlichen Theologen Anselm von Canterbury. Satisfaktionslehre und Sühnopfervorstellung werden in manchen Fällen fälschlich identifiziert und damit Anselm als der Erfinder der Sühnopfervorstellung ausgegeben. Anselm versuchte, die sühnende Wirkung des Todes Jesu mit dem Modell der Wiedergutmachung (Satisfaktion) zu erklären, die nötig sei, um die verletzte Herrscher-Ehre eines Fürsten wiederherzustellen. Dieser im mittelalterlichen Gesellschaftsbild zentrale Ehrbegriff ist unserem heutigen Weltbild und Menschenbild fremd, weshalb die Satisfaktionslehre in populär-theologischen Diskussionen bisweilen als Beispiel für theologische Fehlentwicklungen im Bereich der Sühnopfervorstellungen angeführt wird.
Neben der Diskussion um das „Wie“ einer sühnenden Wirkung des Todes Jesu wird in der neueren theologischen Diskussion auch grundsätzlich darüber gestritten, ob die Sühnopfervorstellung als angemessene Interpretation des Todes Jesu beibehalten werden oder zu Gunsten anderer Interpretationen vollständig zurücktreten sollte. Die Kritiker der Sühnopfervorstellung wenden ein, dass Gott in seiner Freiheit auch ohne Tötung eines Menschen Sünden vergeben könne. Die Sühnopfertheologie sei in der Bibel nur unzureichend zu belegen und tatsächlich wesentlich erst durch Anselm von Canterbury geprägt worden. Zu den Vertretern dieser Ansicht gehören unter anderem die Theologen Wolfgang Huber, Nikolaus Schneider, Eugen Biser, Klaus-Peter Jörns und Burkhard Müller.

## Judentum
Das Wort „Sühnopfer“ hat keine Entsprechung in den ursprünglichen Sprachen der biblischen Schriften des Judentums.

### Jüdische Bibel
Das Judentum kennt das Reinigungsopfer oder Sühnopfer (hebr. „Chatat“; 3. Mose 4) in der jüdischen Bibel. Es wurde bei Sünden gegeben, die unabsichtlich begangen wurden.
Reinigungsopfer (Chatat) ohne echte Umkehr und Reue waren ungültig (Jona 3,5–10 , Dan 4,27 , Prov 18.8: „Das Opfer der Frevler ist Gott ein Greuel“). Die rituelle Opferung kann als psychologisch sehr entlastend für das Gewissen gedacht werden, da unabsichtlich begangene Sünden, zum Beispiel durch Unfälle, Unwissenheit, Achtlosigkeit, Menschen verstören können. Bis heute bitten Juden am jährlichen Versöhnungstag (hebr. Jom Kippur; 3. Mose 16) im Gebet um Vergebung „für die Verfehlungen, die wir vor dir begangen haben unter Zwang oder aus freiem Entschluß (..), oder unwissend oder absichtlich“. Auch die moderne Rechtsprechung unterscheidet die bewusste von der unwissenden Fahrlässigkeit.
Formal unterscheidet sich das Reinigungsopfer Sühnopfer der jüdischen Bibel durch die rituelle Behandlung des Opfertierblutes von allen anderen Opferformen. Handelte es sich bei dem unwissentlichen Sünder um einen gesalbten (d. h. Messias) Priester, dann wurde das Blut in das Heilige gebracht; etwas wurde gegen das Allerheiligste gesprenkelt und etwas an die Hörner des goldenen Räuchertisches gestrichen. Der Opfertierkadaver wurde außerhalb des Lagers verbrannt. War der unabsichtliche Sünder ein weltlicher Fürst, König oder aus dem Volk, so wurde das Blut an die Hörner des Hauptaltars gestrichen und das Fleisch von den Priestern gegessen. Die Fettbestandteile der Opfertiere wurden in beiden Fällen im Tempel verbrannt.
Im Tempel Ezechiels, dem dritten Jerusalemer Tempel, wird der erst noch kommende jüdische Mashiach das Chatat, das Reinigungsopfer oder Sühnopfer, darbringen.

### Vergleich mit anderen Religionen
Von allen Opferriten und -praktiken der das Volk Israel umgebenden antiken Völker und auch heutiger nicht-jüdischer Religionen, auch des Christentums, waren die kultischen Prozesse im Stiftszelt und im Jerusalemer Tempel immer deutlich unterschieden. Die jüdische Bibel geht an keiner Stelle davon aus, dass Gott – oder die Menschen – die blutigen Opfer nötig hätte und betont wiederholt das Gegenteil (Psalmen: 50.12–13, 40.7, 51.19). Das „Opfer des Herzens“, das ist das Gebet und Umkehr zu Gott, war und ist wichtiger als das Opfer im Tempel je gewesen war.
Das israelische Opfer war eine Art demokratischer Akt der Verbindung mit Gott. Der König war nie Hauptnutznießer an den Einkommen des Tempels und seines Opferdienstes und die Priesterschaft wurde regelmäßig und stetig unterhalten, wenn es auch gelegentlich zu Vorteilsnahmen gekommen war. Überwiegend waren der Opferritus Freude und Verbundenheit mit Gott. Die bekannteste Opferform war mit einem gemeinschaftlichen Festmahl verbunden (3. Mose 3; Freudenopfer Sewach Schlamim). Oftmals konnte teure fleischliche Nahrung von ärmeren Personen oder Familien nur im Zusammenhang mit Tieropfern gegessen werden, im Gegensatz zu unserer modernen Welt des Übermaßes an Fleischkonsum in den meisten Ländern. Ärmere Teile der Bevölkerung konnten jederzeit auch kostengünstigere Opfergaben benutzen (zum Beispiel Weizenmehl).

### Rolle der Synagoge und des Gebets
Kritik der biblischen Propheten am Opferdienst des Tempels hatte nie das Ziel eine neue Art von Gottesdienst, ohne Opferritus und Tempeldienst, zu installieren. Prophetische Kritik zielte gegen die Ersetzung des ethischen gottgewollten Verhaltens des einzelnen jüdischen mündigen Menschen, durch das Rituelle, das ja grundsätzlich zentraler Bestandteil des jüdischen Tempeldienstes mit seinen Opferungen war. Das Priestertum hatte nie jene Zentralrolle wie in anderen heidnischen Religionen.
Schon im 1. Jahrhundert v. Chr. ging die religiöse Führung vom Priestertum auf die Pharisäer, bzw. Rabbinen und die Synagogen über. Das einzelne und gemeinschaftliche jüdische Gebet, hat seine Wurzeln schon vor der Zeit des ersten Jerusalemer Tempels und die Synagoge, als Gebetshaus und Gebäude, bestand historisch nachweislich seit der Zeit des zweiten Jerusalemer Tempels, auch direkt neben dem Tempel. Endgültig hörte der jüdische Tempelkult im Jahre 70 n. Chr. mit der Inbrandsetzung, Plünderung und Zerstörung des Tempels und Jerusalems durch die römische Besatzungsmacht auf zu existieren. War das direkte Gebet zu Gott immer schon die weitaus bedeutendere Form (neben Zedaka und Opfer im Tempel) der Sühne mit Gott und der Umkehr zu Gott (hebräisch Tschuwa), so entwickelte sich das jüdische Gebet seit dieser Zeit weiter und bildete mit der Zeit eine großartige Gebetsordnung (Siddur) aus. Es nimmt symbolisch Gebete, Lobpreisungen und Freuden- und Dankeslieder entsprechend für die ehemaligen täglichen Opfer des Tempels auf.
Die Synagoge behält auch ihre biblische Form bei und integriert nach der Tempelzerstörung keinen Altar, wie er in christlichen Kirchen und Andachtsräumen vorhanden ist. Auch keine symbolischen Opfergaben, wie die christliche Eucharistie mit ihrer Opfergabenbereitung und gemeinschaftlicher Verspeisung der Opfergaben Brot und Wein als Entsprechung für das Blut und Fleisch des christlichen Menschen-Gott Sohnes, werden in die Synagoge nach 70 n. eingelassen. Eine vergleichbare Stellung eines Priesters bzw. einer ordinierten Person des Christentums kennt der jüdische Gottesdienst auch nicht; Kohen und Leviten haben keine besonderen Aufgaben im jüdischen synagogalen Gottesdienst; Rabbiner und Vorbeter stehen spirituell auf einer Ebene mit allen jüdischen Betenden. Die Chassidim entwickelten später sogar die Vorstellung, dass die innere Anteilnahme und Versenkung, also die Konzentration und Verbindung mit Gott, viel ausschlaggebender für die spirituellen Qualität des jüdischen Betenden ist. So konnte in chassidischen Geschichten ein im Herzen abgelenkter Rabbi schon mal unter dem wirklich innigst betenden analphabetischen simplen Juden stehen und ein chassidischer Meister meditativ weit über die spirituellen Welten des normalbegabten hinaus gelangen. Die Rabbinen nahmen also das Studium der Opfer, insbesondere des 3. Buches Mose (Levitikus), als Entsprechung und für genauso wirksam, wie die Darbringung der Opfer im einstmaligen Tempel selbst. Schon immer war das Gebet im Judentum wirksamer als das Opfer gewesen.

### Ablehnung einer Sühnopfertheologie
Das Judentum, mit seinem strikten ethischen Monotheismus, hat die christliche Sühnopfertheologie entschieden zurückgewiesen. Damit hat es zugleich dem heidenchristlichen Konzept der Menschwerdung des Gottessohnes die Grundlage bestritten. Die jüdische Bibel spricht in jüdischer Sicht gegen die Vorstellung, ein von Gott kommender Mensch sei Gott bzw. Gott selbst sei Mensch geworden und opfere sich als Menschenopfer selbst. Solche Vorstellungen verweisen außerhalb der jüdischen Tradition, besonders auf das Neue Testament der christlichen Tradition.

„Gott ist kein Mensch, daß er betröge, kein Sohn Adams, daß er bereue. Sollte er wohl sprechen und nicht tun, reden und nicht halten?“